# David Izonritei
David Izonritei (Lagos, 29 aprile 1968) è un ex pugile nigeriano.

## Palmarès
- Giochi olimpici

Barcellona 1992: argento nei pesi massimi.
- Giochi panafricani

Il Cairo 1991: oro nei pesi massimi.